# George Cockburn
Sir George Cockburn (Londra, 22 aprile 1772 – Leamington Spa, 19 agosto 1853) è stato un ammiraglio britannico e decimo Baronetto.

## Biografia
Figlio di Sir James Cockburn (1729-1804) e della sua seconda moglie Augusta Anne Ayscough. All'età di 14 anni iniziò il suo interessamento per il mare che rapidamente lo portò alla Royal Navy. Si distinse durante le guerre napoleoniche. Comandò diverse fregate e Sloop-of-war.
Nel 1809, al comando delle forze navali contribuì notevolmente all'invasione della Martinica. Nella Guerra del 1812 era contrammiraglio al servizio di John Borlase Warren ed in seguito di Alexander Cochrane. Operò insieme al generale maggiore Robert Ross in alcune azioni militari dove si distinse.
Trasportò Napoleone sull'isola di Sant'Elena nel 1815.
Tra i suoi discendenti vi sono il giornalista Alexander Cockburn e l'attrice Olivia Wilde.